# Dianthus thunbergii
Dianthus thunbergii är en nejlikväxtart som beskrevs av Hooper. Dianthus thunbergii ingår i släktet nejlikor, och familjen nejlikväxter. Inga underarter finns listade i Catalogue of Life.